# Canoa/kayak ai XVII Giochi del Mediterraneo - K2 200 metri maschile
Le gare di canoa/kayak nella categoria K2 200 metri maschile si sono tenute il 29 giugno 2013 alla Seyhan Baraj Gölü di Adana.

## Calendario
Fuso orario EET (UTC+3).
| Data      | Ora   | Turno  |
| --------- | ----- | ------ |
| 28 giugno | 09:40 | Finale |

## Risultati
Le 7 canoe disputano direttamente la finale

### Finale
| Pos. | Atleta                                       | Nazionalità | Tempo  | Corsia |
| ---- | -------------------------------------------- | ----------- | ------ | ------ |
|      | Saúl Craviotto & Carlos Pérez Rial           | Spagna      | 32"751 | 4      |
|      | Mauro Crenna & Mauro Pra Floriani            | Italia      | 33"034 | 2      |
|      | Cagribey Yildirim & Serhat Kadir Yilmaz      | Turchia     | 33"973 | 6      |
| 4    | Simo Boltic & Marko Dragosavljevic           | Serbia      | 34"772 | 7      |
| 5    | Theodoros Notaroglou & Loukas Vidalis        | Grecia      | 34"987 | 8      |
| 6    | Konstantinos Konstantinou & Ioannis Odysseos | Cipro       | 36"567 | 3      |
| 7    | Karim Elsayed & Mostafa Mansour              | Egitto      | 37"734 | 5      |